# Ödenburger Gebirge
Das Ödenburger Gebirge (ungarisch: Soproni-hegység) ist einer der östlichsten Ausläufer der Alpen an der österreichisch-ungarischen Staatsgrenze südwestlich von Sopron (Ödenburg). Als Fortsetzung des Rosaliengebirges trennt es mit diesem, an der schmalsten Stelle des Burgenlandes, das Nordburgenland vom Mittelburgenland. Die beiden einzigen Verkehrsverbindungen zwischen dem Nordburgenland und dem Mittelburgenland – die Burgenland Straße B50 und die Burgenland Schnellstraße S31 – verlaufen im Bereich des Sieggrabener Sattels, wo das Ödenburger Gebirge und das Rosaliengebirge aufeinanderstoßen.
Ähnlich dem Rosaliengebirge besteht das Ödenburger Gebirge aus Gneis und Glimmerschiefer, aber auch – besonders im Westen – aus jüngeren (neogenen) Sedimenten wie Schottern und Sanden, die lokal auch Steinkohle führen können (Brennbergbánya, Helenenschacht). Eine lokale Besonderheit ist der ausgedehnte Brennberger Blockstrom. Der Bergrücken ist stark bewaldet und erreicht 606 Meter. An den Südhängen des Gebirges befinden sich bedeutende Rotweinlagen des Blaufränkischlandes.

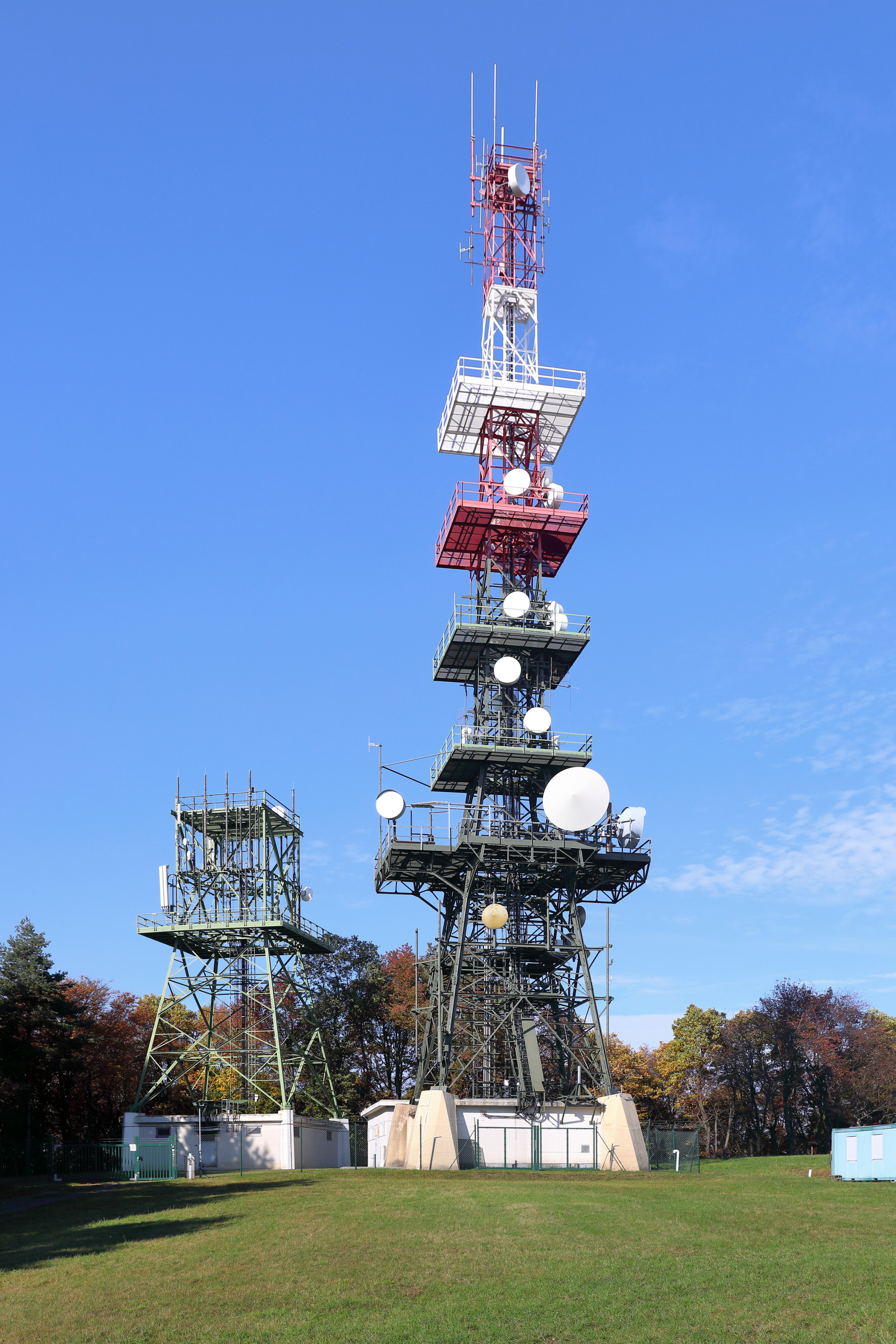
Mobilfunk- und Richtfunksender Brenntenriegel

Die höchsten Gipfel des Ödenburger Gebirges sind der 606 m ü. A. hohe Brenntenriegel im Westen und der Hochriegel (ungarisch Magas-berc, 555 m ü. A.) direkt an der österreichisch-ungarischen Grenze. Auf ihm steht ein Aussichtsturm. Ein weiterer Gipfel ist der Angerwald (535 m ü. A.), der zur Gänze auf der burgenländischen Seite liegt.